# بری ویلیامسون
بری ویلیامسون (انگلیسی: Bree Williamson؛ زادهٔ ۲۸ دسامبر ۱۹۷۹) یک هنرپیشه اهل ایالات متحده آمریکا است. وی از سال ۱۹۹۹ میلادی تاکنون مشغول فعالیت بوده‌است.